# Gradiške Laze
Gradiške Laze – wieś w Słowenii, w gminie Šmartno pri Litiji. W 2018 roku liczyła 162 mieszkańców.